# Underworld (zespół muzyczny)
Underworld – walijski zespół tworzący elektroniczną muzykę taneczną, założony w Cardiff w 1987 roku przez Karla Hyde’a i Ricka Smitha. Działalność zespołu dzieli się na dwa okresy: pierwszy, w latach 1987–1990 i drugi, po 1990 roku, związany z przyjęciem nowego członka, Darrena Emersona i gruntowną zmianą stylu z synth popu na EDM/techno. Skład ten pozostawił po sobie trzy znaczące albumy: Dubnobasswithmyheadman (1994), Second Toughest in the Infants (1996) i Beaucoup Fish (1999) oraz single: „Mmm... Skyscraper I Love You”, „Born Slippy .NUXX” i „Dark & Long (Dark Train)”, które zapewniły mu trwałe miejsce w historii muzyki techno i dzięki którym jest rozpoznawalny.
Komercyjnym ukoronowaniem działalności zespołu w dekadzie 1990–2000 stały się certyfikaty złotej płyty, przyznane trzem wspomnianym albumom oraz singlom „Born Slippy” i „Born Slippy NUXX” (ten ostatni zdobył ostatecznie certyfikat platynowej płyty).
Po odejściu Emersona w 2000 roku pojawiły się wątpliwości, czy Smith i Hyde poradzą sobie bez niego, zważywszy jego ważny wkład w muzykę zespołu na przestrzeni lat 1990–2000. Wątpliwości okazały się nieuzasadnione. Zespół (jako duet Smith-Hyde), nagrał i wydał kolejne albumy, które znalazły się na czołowych pozycjach list przebojów. W 2005 roku do Underworld dołączył DJ i producent muzyczny, Darren Price, który towarzyszył zespołowi na koncertach do 2016 roku.
Mocną stroną zespołu były i są dynamiczne koncerty oraz widowiska multimedialne. Ma on również w dorobku kilka ścieżek dźwiękowych oraz muzykę do ceremonii otwarcia Letnich Igrzysk Olimpijskich 2012 w Londynie.

## Historia

### Underworld Mark I
W 1979 roku Karl Hyde spotkał w Cardiff Ricka Smitha i zaprzyjaźnił się z nim. W 1980 roku zaangażował go do gry na instrumentach klawiszowych w założonym przez siebie zespole Screen Gemz. Później obaj założyli zespół Freur, tworzący muzykę określaną jako funk-rock. Zespół ten zadebiutował w 1983 roku albumem Doot Doot. Dwa lata później wydał album Get Us Out of Her, po czym rozpadł się. W 1987 roku Hyde i Smith założyli zespół Underworld (nazwany przez nich po latach Underworld Mark 1)). Jego nazwa została zaczerpnięta z tytułu horroru, Underworld, do którego muzykę skomponował Freur. Underworld podpisał kontrakt z amerykańską wytwórnią Sire wydając pod jej szyldem płyty: Underneath the Radar (1988) i Change the Weather (1989). W 1989 roku towarzyszył jako support zespołowi Eurythmics w jego amerykańskiej trasie koncertowej. Hide przyznał po latach (w wywiadzie dla The Independent), że obaj nie lubili funk-rockowej muzyki wykonywanej przez ten zespół. Pod koniec trasy Hide został w Stanach Zjednoczonych, a Smith powrócił do Wielkiej Brytanii z zamiarem tworzenia muzyki tanecznej. Jeszcze w trakcie koncertów Underworld grywał na automacie perkusyjnym 909, bez akompaniamentu, odtwarzając jego dźwięk wzmocniony przez gigantyczne głośniki stadionowe. W miarę jak zespół się rozpadał, obaj zaczęli tworzyć prostszą, głównie instrumentalną, muzykę „przejściową”, inspirowaną chicagowskim house’em i techno z Detroit. Już w swoim domu w Romford na przedmieściach Londynu Smith eksperymentował z zachowanym sprzętem lo-fi, upatrując nowych możliwości w muzyce rave, granej w magazynach czy w działalności niezależnych sklepów płytowych. Hide w Stanach Zjednoczonych pracował jako muzyk sesyjny u Debbie Harry w Minneapolis oraz u Prince’a w Nowym Jorku. W notatniku zapisywał swoje obserwacje i wrażenia. W 1991 roku i on powrócił do Wielkiej Brytanii.
Dekadę lat 80. Underworld zakończył z ogromnymi długami, bez kontraktu płytowego i z kryzysem twórczym.

### Underworld Mark II
Przełom nastąpił w 1990 roku, gdy Smith poznał DJ-a Darrena Emersona, który został (do 2000 roku) trzecim członkiem odnowionego Underworld (zwanego przez muzyków Underworld Mark 2). Żona Smitha, Tracy poradziła Hyde’owi, żeby zmienił sposób pisania piosenek. Hide, zainspirowany Charlesem Bukowskim, albumem New York Lou Reeda i pamiętnikiem Sama Sheparda, Motel Chronicles, zaczął zwiedzać miasta i robić notatki.

#### Tomato (1991)
W 1991 roku Steve Baker, Dirk Van Dooren, Karl Hyde, Rick Smith, Simon Taylor, John Warwicker i Grahame Wood założyli zespół projektowy Tomato. Konceptualne podejścia i techniki prac jego członków opierają się na indywidualnych doświadczeniach, podróżach i percepcji. Są one stosowane w projektach tworzonych w różnych formach medialnych, dostosowywanych do zróżnicowanych potrzeb projektanta, klienta i odbiorcy.

#### Dubnobasswithmyheadman(1994)
Z Emersonem w składzie trio zmieniło nazwę na Lemon Interrupt. W 1992 roku skład ten zadebiutował dwoma singlami, „Dirty”/„Minneapolis” i „Bigmouth"/„Eclipse”, wydanymi przez Junior Boy’s Own. Po ich wydaniu muzycy powrócili do nazwy Underworld. Zadebiutowali w 1992 roku singlem „Mother Earth”/„The Hump”, który wydali własnym sumptem za pożyczone 600 funtów i który sprzedawali z bagażnika samochodu Smitha. Dochód ze sprzedaży był niewielki, ale zespół nabrał przekonania, że wreszcie udało mu się coś osiągnąć. Później, w tym samym roku Underworld zaprezentował 14-godzinny didżejski jam session w przedsięwzięciu multimedialnym Experimental Sound Field na Glastonbury Festival, gdzie na ekranach rozstawionych wokół terenu festiwalu wyświetlano obrazy towarzyszące muzyce na scenie. Muzycy odbyli również tournée z zespołem Orbital w ramach Midi Circus Roadshow, podczas którego prezentowali coraz bardziej zintegrowany system akustyczny, wytwarzający eksplodujące dźwięki podczas występów na żywo.
Po powrocie do nazwy Underworld muzycy wydali w 1993 roku single „Rez” i „Mmm... Skyscraper I Love You”, które wywołały pewną sensację w środowisku muzyki dance. Zamiast dodawać drobne elementy muzyki techno do formuły popu czy rocka (jak czyniło wówczas wiele zespołów), Underworld potraktował techno jako dominującą formę. 13-minutowy „Mmm... Skyscraper I Love You”, będący połączeniem space rocka, techno, rytmów latynoskich, przestrzennej gry gitarowej w stylu Davida Gilmoura, przekształconych sampli i żartobliwych tekstów Hyde’a, wywarł istotny wpływ na takich wykonawców jak: Orbital, Fluke, Leftfield i The Chemical Brothers.
Debiutancki album zespołu, Dubnobasswithmyheadman, wydany w 1994 roku, zyskał pochwały licznych krytyków. Doszedł do 12. miejsca na UK Albums Chart, a zespół rozpoczął koncerty na żywo, odbywając dwukrotne tournée koncertowe po Wielkiej Brytanii (występując między innymi na Glastonbury Festival), Europie i Japonii. Dubnobasswithmyheadman był zapowiedzią następnych albumów, utrzymanych w podobnie eklektycznej stylistyce.

#### Second Toughest in the Infants(1996)
Kolejny album, Second Toughest in the Infants (1996), był utrzymany w podobnym stylu, co jego poprzednik, Dubnobasswithmyheadman, choć był subtelniejszy i bardziej zróżnicowany stanowiąc płynną, eklektyczną fuzję różnych gatunków tanecznych, takich jak: dub, dance i techno. Zebrał on wiele pochwał od krytyków. Doszedł do 9. miejsca na UK Albums Chart przebywając na niej 34 tygodnie. Wydany w tym samym czasie singiel „Born Slippy” znalazł się (w wersji „Born Slippy. NUXX”) na ścieżce dźwiękowej filmu Trainspotting w reżyserii Danny’ego Boyle’a, zdobywając światową popularność. Na początku lipca 1996 roku dotarł do drugich miejsc na listach: UK Singles Chart oraz na UK Dance. Underworld działał również w Tomato, własnej firmie zajmującej się projektowaniem graficznym, przygotowywaniem reklam (dla takich firm jak: Nike, Sony, Adidas czy Pepsi) oraz remiksów (między innymi Depeche Mode, Björk i Simply Red). Emerson kontynuował działalność DJ-ską, wydając między innymi: Mixmag Live Volume 13 – Techno Fruit (1994, z Dave’em Angelem) oraz Psychotrance 2 i Muzik Masters – Darren Emerson Mix (oba z 1995, samodzielnie).

#### Beaucoup Fish(1999)
W  1998 roku zespół rozpoczął rejestrowanie materiału na nowy album. W połowie nagrywania udał się na tournée, w czasie którego prezentował na żywo nowy materiał modyfikując niektóre utwory. Później, po powrocie do studia i ponownym przesłuchaniu taśm dokonał ostatecznej korekty nagrań. Album Beaucoup Fish, utrzymany w stylistyce techno, tech house i downtempo, został wydany 1 marca 1999 roku. Doszedł do 3. miejsca na UK Albums Chart i do 1. na UK Independent Albums. Według międzynarodowego oddziału Virgin Records w Londynie został sprzedany w Wielkiej Brytanii w liczbie 121 tysięcy egzemplarzy w pierwszym tygodniu wydania; w Japonii w pierwszym tygodniu wydania (20 lutego 1999) osiągnięto 46 tysięcy. 26 lutego uzyskał w Wielkiej Brytanii Certyfikat Złotej Płyty British Phonographic Industry. Do 2017 roku był najbardziej udanym albumem studyjnym Underworld, z ponad milionem sprzedanych egzemplarzy. Utwór „Moaner” wcześniej znalazł się na ścieżce dźwiękowej do filmu Batman i Robin.
4 września 2000 roku ukazał się album koncertowy zespołu, Everything, Everything. Materiał muzyczny zawarty na nim pochodzi z dwóch kolejnych koncertów Underworld w Europie: z festiwalu Pukkelpop w Belgii i z festiwalu Lowlands w Holandii. Miksowanie i przygotowanie nagrań zajęło muzykom ponad rok. Po wydaniu tego albumu z zespołu odszedł Darren Emerson, by kontynuować karierę jako DJ. Swój czas spędzony z zespołem muzyk ocenił jako „genialny”, a decyzję odejścia tłumaczył zmęczeniem i chęcią kontynuowania działalności na własny rachunek. Jego pierwszym solowym dokonaniem był wydany 15 maja 2000 roku mix album Global Underground 015: Uruguay, nagrany podczas jego ostatniego didżejskiego występu w Ameryce Południowej. Po odejściu Emersona pojawiły się wątpliwości, czy Smith i Hyde poradzą sobie bez niego, zważywszy jego ważny wkład w muzykę zespołu na przestrzeni dekady. Wątpliwości okazały się nieuzasadnione.

#### A Hundred Days Off(2002)
16 września 2002 roku został wydany kolejny album studyjny zespołu, A Hundred Days Off, skomponowany i nagrany przez Hyde’a i Smitha. 10 grudnia doszedł on do 2. miejsca na liście Top Dance/Electronic Albums tygodnika Billboard.
3 listopada 2003 roku ukazała się kompilacja 1992–2002.

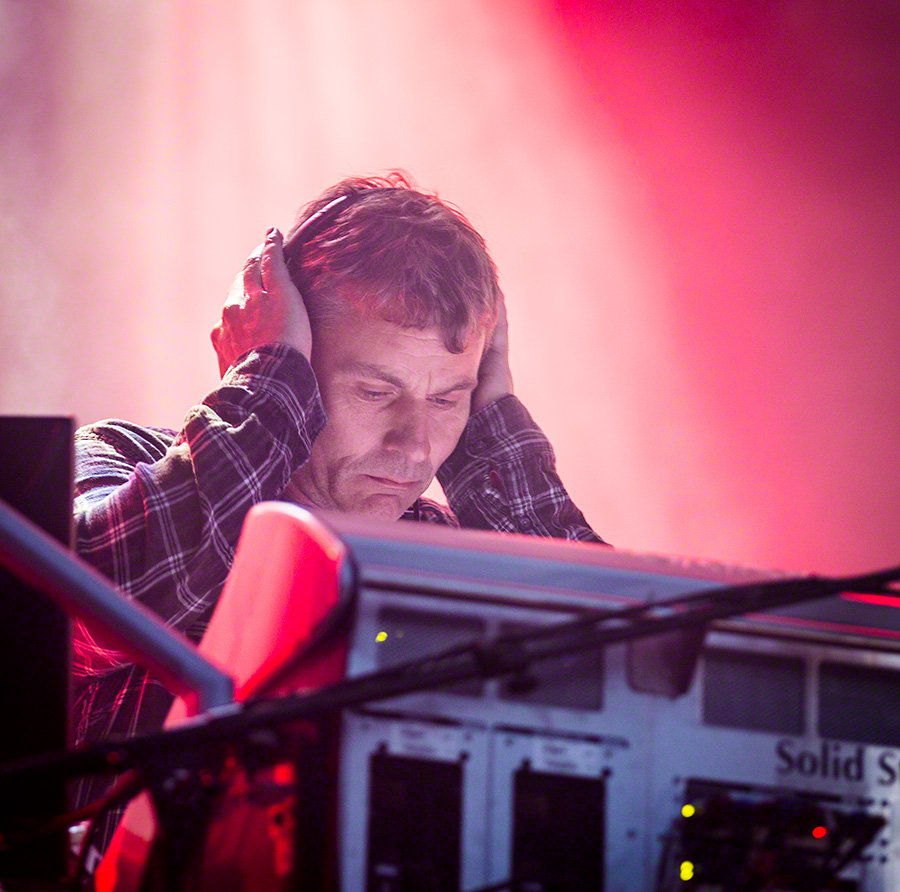
Darren Price

W 2005 roku do Underworld dołączył DJ i producent muzyczny, Darren Price (towarzyszył zespołowi na koncertach do 2016 roku).

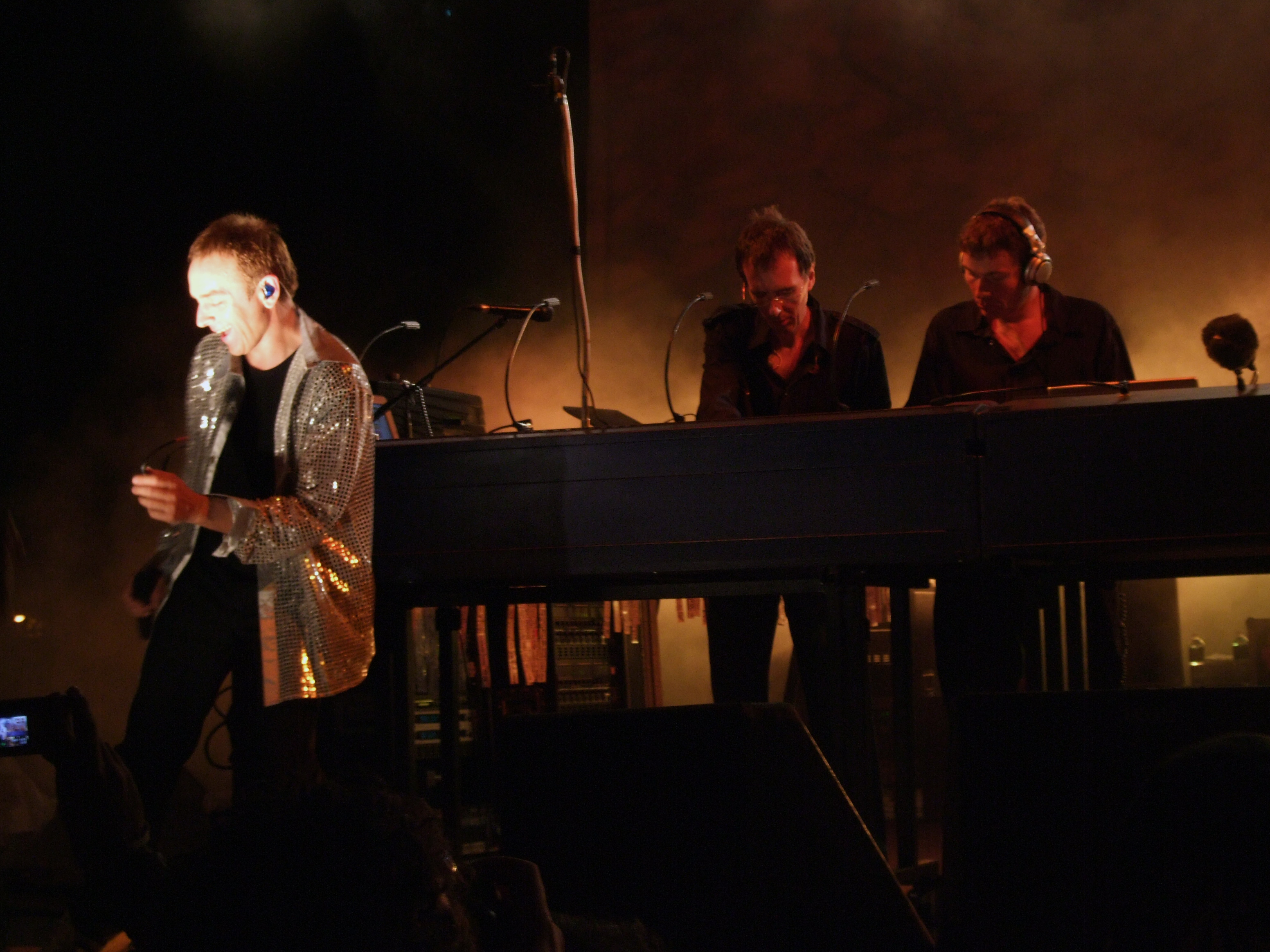
Underworld podczas koncertu w Central Park (Nowy Jork, 14 września 2007)

#### Riverrun(2005–2006)
W tym samym roku Karl Hyde i Rick Smith rozpoczęli realizację projektu muzyczno-graficznego Riverrun. Jego efektem były trzy półgodzinne utwory muzyczne połączone z zestawem artystycznych dodatków wizualnych, takich jak zdjęcia, udostępnione przez zespół wyłącznie jako digital download za pośrednictwem własnej strony internetowej Underworldlive.com.
W 2006 roku wszedł na ekrany kin film Anthony’ego Minghelli Rozstania i powroty, do którego ścieżkę dźwiękową nagrali Underworld i Gabriel Yared.
23 marca 2007 roku na ekrany kin wszedł film Danny’ego Boyle’a W stronę słońca, do którego muzykę napisali John Murphy i Underworld. 25 listopada następnego roku ukazała się ścieżka dźwiękowa z tego filmu, Sunshine (Music from the Motion Picture).
16 czerwca 2007 roku Underworld z powodu zamieszek wywołanych przez zamaskowanych osobników został zmuszony do odwołania swojego występu na festiwalu Ejekt w Atenach. Według oświadczenia wydanego przez zespół, Rick Smith został ranny, kiedy 30 zamaskowanych anarchistów uzbrojonych w gaz CS, żelazne pręty i kije bejsbolowe szturmowało stadion przed północą, podczas występu Beastie Boys. Podpalanie pojazdów i uszkadzanie mienia oraz rany, jakie odniosło kilka osób, spowodowały ewakuację stadionu. Ranni (w tym Smith) otrzymali pomoc w pobliskim szpitalu.

#### Oblivion with Bells(2007)
15 października 2007 roku ukazał kolejny album studyjny zespołu, Oblivion with Bells. 3 listopada doszedł on do 1. miejsca na liście Top Dance/Electronic Albums tygodnika Billboard. Promujący go singel „Crocodile” znalazł się na ścieżce dźwiękowej gry komputerowej FIFA Street 3.

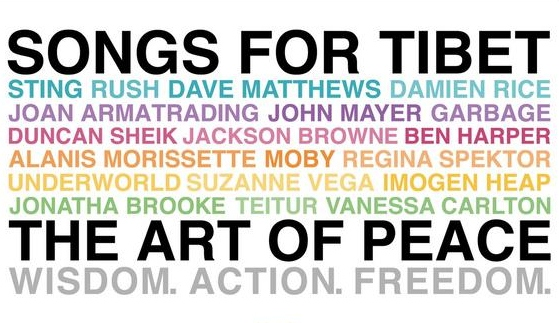
Songs for Tibet: The Art of Peace

5 sierpnia 2008 roku, 3 dni przed planowanym otwarciem Letnich Igrzysk Olimpijskich 2008 w Pekinie ukazał się (w formie digital download) album Songs for Tibet: The Art of Peace, będący wspólnym przedsięwzięciem artystów (między innymi: Stinga, Johna Mayera, Dave’a Matthewsa, Rush, Suzanne Vegi, Imogen Heap, Joan Armatrading, Damiena Rice’a, Garbage i Underworld), wyrażającym ich poparcie dla Tybetu, okupowanego od 1951 roku przez Chiny.

#### Barking(2010)
13 września 2010 roku wyszedł następny album studyjny zespołu, Barking. Pojawili się na nim gościnnie, między innymi: Dubfire (producent i instrumenty klawiszowe w „Bird 1” i „Grace”), Paul van Dyk (producent „Diamond Jigsaw”), Al Tourettes, Appleblim (producenci „Hamburg Hotel”), Lincoln Barrett (autor i producent „Scribble” i „Moon In Water”) i córka Ricka Smitha, Esme (chórki w „Always Loved A Film”). Do jednej z wersji wydawniczych albumu dołączona została płyta DVD z teledyskami do poszczególnych utworów. 2 października album doszedł do 6. miejsca na liście Top Dance/Electronic Albums tygodnika Billboard

#### Letnie Igrzyska Olimpijskie w Londynie (2012)
W grudniu 2010 roku Danny Boyle rozpoczął, na zamówienie Royal National Theatre, pracę nad adaptacją sceniczną powieści Mary Shelley, Frankenstein (autorem adaptacji był Nick Dear). O napisanie muzyki do sztuki reżyser zwrócił się do Underworld. Premiera sztuki miała miejsce w lutym 2011 roku, a 17 marca ukazała się (jako digital download) ścieżka dźwiękowa do sztuki.
4 grudnia tego samego roku ukazała się (w formie digital download) kompilacja A Collection na której znalazły się: „Beebop Hurry”, wspólny utwór Karla Hyde’a i Briana Eno, „Downpipe (Radio Edit)”, wspólny utwór Underworld, Marka Knighta & D Ramireza oraz „The First Note Is Silent (Radio Edit)” High Contrast, wykonany przez Tiësto i Underworld. 23 stycznia 2012 roku album ukazał się jako CD; w tym samym dniu została wydana 3-płytowa kompilacja CD, 1992–2012 The Anthology.
W 2012 roku zespół został dyrektorem muzycznym ceremonii otwarcia Letnich Igrzysk Olimpijskich 2012 w Londynie. 2 sierpnia ukazał się album z muzyką z ceremonii otwarcia, Isles Of Wonder (Music For The Opening Ceremony Of The London 2012 Olympic Games), na którym znalazły się utwory wykonawców biorących w niej udział, w tym Underworld. W październiku tego samego roku zespół otrzymał nagrodę w kategorii: Q innovation in sound, przyznaną mu przez magazyn Q.
22 kwietnia 2013 roku Karl Hyde wydał swój debiutancki album solowy, Edgeland.

#### Wznowienia albumów z lat 90.Barbara Barbara...(2014–2017)
Underworld ogłosił plany wznowienia swoich albumów studyjnych w zremasterowanych i rozszerzonych edycjach. 6 października 2014 roku pojawiła się jubileuszowa edycja Dubnobasswithmyheadman, dostępna jako podwójne CD, podwójny LP, HD-Blu Ray oraz wersja super-deluxe z pięcioma płytami CD, wypełnionymi remiksami i niepublikowanymi nagraniami. 11 października zespół dał z tej okazji specjalny koncert w londyńskiej Royal Festival Hall. 20 listopada 2015 roku ukazała się podobna reedycja Second Toughest in the Infants, ponownie w wersji dwupłytowej, jak również w rozbudowanej 4-płytowej, spośród których jeden dysk został poświęcony ewolucji utworu „Born Slippy .NUXX”.
18 marca 2016 roku wyszedł kolejny album studyjny zespołu, Barbara Barbara, We Face a Shining Future. Wydanie albumu promowała krótka trasa koncertowa zespołu po Niemczech (Berlin, Mannheim), Wielkiej Brytanii (Londyn), Holandii (Schijndel, Groningen, Amsterdam) i Belgii (Bruksela). 25 marca album doszedł do 2. miejsca na UK Dance Albums, a 4 września do 1. miejsca na liście Top Dance/Electronic Albums tygodnika Billboard. Został nominowany do nagrody Grammy w kategorii Best Dance/Electronic Album.
W 2017 roku wyszła reedycja Beaucoup Fish, dostępna jako: super-deluxe 4CD, podwójny LP i pojedynczy CD.  

#### World of UnderworldiDrift(2018–2019)
5 maja 2018 roku zespół zainicjował projekt World of Underworld, którego celem było nowe spojrzenie na trwającą trzy dekady twórczość, zachowaną jako nagrania zapisane na taśmach, wytłoczone na winylach, „zamrożone w czasie” w chwili wydania, czy przesyłane strumieniowo.
Projekt został podzielony na cztery części, oznaczone kolorami:
- bigroombangersandstadiumtechnoman (kolor pomarańczowy) – niektóre z największych hitów Underworld i nie tylko,
- melodicgroovefortwistedfloorsman (zielony) – niektóre z najlepszych utworów zespołu,
- balearicbeatsandchugginghouseman (czerwony) – otwierający się klasycznym remiksem „Water from a Vine Leaf” Williama Orbita z 1993 roku, będący wyborem „błogich, utrzymanych w średnim tempie utworów od zachodu do wschodu słońca”,
- ambientballadsandelectronicfolkman (niebieski) – zbiór utworów „wzniosłych, pozbawionych beatu i transcendentnych”.

World of Underworld miał ewoluować w miarę pojawiania się nowych wydawnictw i odnalezionego materiału na platformach streamingowych, stając się platformą dla eksperymentów, procesu twórczego i spontanicznych wydawnictw. Pierwszym z nich był „Brilliant Yes That Would Be”.
27 lipca 2018 roku Underworld wspólnie z Iggy Popem wydał EP-kę Teatime Dub Encounters.
1 listopada 2018 roku zespół rozpoczął realizowanie kolejnego projektu, zatytułowanego Drift, pomyślanego jako ciągły eksperyment, w ramach którego Underworld będzie regularnie publikował nowe materiały (muzyka, filmy, historie) we współpracy z zespołem Tomato i zaprzyjaźnionymi artystami, poczynając od dramaturgów, poprzez DJ-ów jazzowych i techno, po malarzy i poetów. Projekt został podzielony na 5 odcinków (Episodes): Dust, Atom, Heart, Space i Game. Jako podsumowanie projektu 1 listopada 2019 roku ukazał się box set Drift Series 1, złożony z: 1-płytowego samplera, 6 płyt CD, 1 płyty Blu-ray i 80-stronicowej, ekskluzywnej książki dokumentującej cały projekt.
19 marca 2023 roku w The Marble Factory w Bristolu Underworld dał swój pierwszy w tym roku koncert prezentując wśród 15 utworów 4 nowe: „Gene Pool”, „Strawberry Hotel”, „Denver Luna” i „And The Colour Red”. Te same utwory wykonał również dzień później w ramach koncertu na rzecz Teenage Cancer Trust w Royal Albert Hall w Londynie.

#### Strawberry Hotel(2024)
25 października 2024 roku ukazał się 11. album studyjny zespołu, zatytułowany Strawberry Hotel. Doszedł do 1. miejsca na liście UK Dance Albums Chart.

## Certyfikaty
Trzy albumy zespołu: Dubnobasswithmyheadman, Second Toughest in the Infants i Beaucoup Fish zdobyły certyfikat złotej płyty BPI, odpowiednio: 1 stycznia 1997, 1 sierpnia 1996 i 26 lutego 1999 roku.
Singel „Born Slippy” zdobył 1 listopada 1996 roku certyfikat złotej, a „Born Slippy Nuxx” 7 stycznia 2022 roku certyfikat platynowej płyty.

## Dyskografia
Zestawienie ma podstawie strony zespołu w Discogs:

### Albumy

#### Albumy studyjne
- Underneath the Radar (1988)
- Change the Weather (1989)
- Dubnobasswithmyheadman (1993)
- Second Toughest in the Infants (1996)
- Beaucoup Fish (1999)
- A Hundred Days Off (2002)
- Oblivion with Bells (2007)
- Barking (2010)
- Barbara Barbara, We Face a Shining Future (2016)
- Drift Series 1 (2018)
- Strawberry Hotel (2024)

#### Albumy koncertowe
- Everything, Everything (2000)

#### Ścieżki dźwiękowe
- Breaking and Entering (2006)
- Sunshine (2008)
- Frankenstein (2011)

#### Kompilacje
- 1992–2002 (2003)
- 1992–2012 The Anthology (2011)
- A Collection (2011)
- A Collection 2 (2016)

### Single i EP-ki
- „Glory! Glory!” (1988)
- „Underneath the Radar” (1988)
- „Stand Up” (1989)
- „Mother Earth” / „The Hump” (1992)
- „Mmm... Skyscraper I Love You” (1993)
- „Rez” (1993)
- „Spikee” / „Dogman Go Woof” (1994)
- „Dark & Long” (1994)
- „Cowgirl” (1994)
- „Dirty Epic” (1994)
- „Born Slippy” (1995)
- „Pearl's Girl” (1996)
- „Born Slippy .NUXX” (1996)
- „Moaner” (1997)
- „Push Upstairs” (1999)
- „Jumbo” (1999)
- „King of Snake” (1999)
- „Bruce Lee” (1999)
- „Cowgirl (live)” (2000)
- „Two Months Off” (2002)
- „Dinosaur Adventure 3D” (2003)
- „Vanilla Monkey” (2006)
- „Peggy Sussed” (2006)
- „Play Pig” (2006)
- „Boy, Boy, Boy” (2007)
- „Crocodile” (2007)
- „Beautiful Burnout” (2007)
- „Phonestrap” (2008)
- „020202” (2008)
- „Ring Road” (2008)
- „Downpipe” (2008) (z Markiem Knightem i D.Ramirezem)
- „Bird 1” (2010)
- „Always Loved A Film” (2010)
- „Scribble” (2010)
- „Live” (2010, EP Wideo)
- „The First Note Is Silent” (2011) (High Contrast Feat. Tiësto & Underworld)
- „Diamond Jigsaw” (2011)
- „Ten Sander” (2013) (Van Doorn z Markiem Knightem i Underworld)
- „Cowgirl” (2014, digital download)
- „Baby Wants To Ride” (2015) (Underworld, Heller & Farley, The Misterons)
- „If Rah” (2016)
- „Ova Nova” (2016)
- „Nylon Strung” (2016)
- „I Exhale” (2016)
- „Shining Future Remixes” (EP) (2016)
- „Slow Slippy” (2017)
- „Long Slow Slippy” / „Eventually But” (2017)
- „Get Your Shirt” (2018) (Underworld & Iggy Pop)
- „Brilliant Yes That Would Be” (2018)
- „Another Silent Way (Film Edit)” (2018)
- Teatime Dub Encounters (2018) (Underworld & Iggy Pop)
- „World Of Underworld In Electronic Sound” (2018)
- „I'll See Big” (2018) (Underworld & Iggy Pop)
- „Bells & Circles” (2018) (Underworld & Iggy Pop)
- „Imagine A Box” (2019)
- „Tree And Two Chairs” (2019)
- „Schiphol Test” (2019)
- „Listen To Their No” (2019)
- „Hundred Weight Hammer” (2019)
- „Appleshine Continuum” (2019) (Underworld & The Necks)
- „Dune” (2019)
- „S T A R” (2019)
- „Toluca Stars (Film Edit)” (2019)
- „Altitude Dub” (2019)
- „Listen To Their No” / „Soniamode (Aditya Game Version)” (2019)
- „Universe Of Can When Back” (2019)
- „Two Months Off (Limited Edition 2021)” (2021)